# Bico do Papagaio
Il Bico do Papagaio è una microregione dello Stato del Tocantins in Brasile appartenente alla mesoregione Ocidental do Tocantins.

## Comuni
Comprende 25 comuni:
- Aguiarnópolis
- Ananás
- Angico
- Araguatins
- Augustinópolis
- Axixá do Tocantins
- Buriti do Tocantins
- Cachoeirinha
- Carrasco Bonito
- Darcinópolis
- Esperantina
- Itaguatins
- Luzinópolis
- Maurilândia do Tocantins
- Nazaré
- Palmeiras do Tocantins
- Praia Norte
- Riachinho
- Sampaio
- Santa Terezinha do Tocantins
- São Bento do Tocantins
- São Miguel do Tocantins
- São Sebastião do Tocantins
- Sítio Novo do Tocantins
- Tocantinópolis